# Кастр (регбийный клуб)
«Кастр Олимпик» (фр. Castres olympique) или просто «Кастр» — французский регбийный клуб, выступающий в Топ 14. Команда, основанная в 1898 г., приняла нынешнее название в 1906 г. Коллектив проводит домашние матчи на стадионе «Пьер-Антуан», вмещающем 11 500 зрителей. Традиционные цвета клуба — синий и белый.

## История
В 1898 г. несколько выпускников Кастрского городского колледжа собрались в одном из центральных баров и решили создать спортивный клуб. Изначально организация была мультиспортивной, однако в 1906 г. регбисты, недовольные доминирующим положением велосипедистов, покинули структуру. Спортсмены решили сформировать собственную исключительно регбийную команду. Было решено, что коллектив станет называться «Кастр Олимпик» и будет выступать в синем, белом и сером вместо жёлтого и чёрного.
Новый клуб пополнил число ведущих французских команд спустя 15 лет. С тех пор «Кастр» является одним из постоянных участников высшей лиги. Регбисты провели в секции «Б» лишь пару сезонов в 80-х гг. До середины века команда выступала с переменным успехом. В 1948 г. «Кастр» выиграл свой первый национальный кубок. Год спустя регбисты одержали победу в чемпионате страны и смогли защитить титул в 1950 г. С 1960-х гг. команда играла весьма посредственно и трофеев не выигрывала. Ситуация изменилась в 1988 г., когда «Кастр» возглавил местный бизнесмен-фармацевт Пьер Фабр. Уже в 1993 г. коллектив стал трёхкратным чемпионом Франции, а в 1995 г. играл в финале, где, однако, уступил «Тулузе».
В сезоне 2012/13 клуб выиграл четвёртый чемпионский титул. Команда заняла лишь четвёртое место в регулярном сезоне, однако прошла как первый раунд плей-офф, так и полуфинал. В итоговом матче «Кастр» обыграл «Тулон» со счётом 19:14.

## Достижение
- Чемпионат Франции:
  - Чемпион: 1949, 1950, 1993, 2013, 2018
  - Вице-чемпион: 1995, 2022
- Кубок Франции:
  - Победитель: 1948
- Шалёнж Ив дю Мануа:
  - Второе место: 1993
- Группа «Б» чемпионата Франции:
  - Второе место: 1989
- Европейский кубок вызова:
  - Вице-чемпион: 1997, 2000
- Европейский щит:
  - Чемпион: 2003

## Финальные матчи

### Чемпионат Франции
| Дата              | Чемпион    | Финалист       | Счёт  | Стадион                    | Зрителей |
| 22 мая 1949 г.    | «Кастр»    | «Стад Монтуа»  | 14-3  | «Стад де Пон Жюмо», Тулуза | 23 000   |
| 16 апреля 1950 г. | «Кастр»    | «Расинг Метро» | 11-8  | «Стад де Пон Жюмо», Тулуза | 25 000   |
| 5 июня 1993 г.    | «Кастр»    | «Гренобль»     | 14-11 | «Парк де Пренс», Париж     | 48 000   |
| 6 мая 1995 г.     | «Тулуза»   | «Кастр»        | 31-16 | «Парк де Пренс», Париж     | 48 615   |
| 1 июня 2013 г.    | «Кастр»    | «Тулон»        | 19-14 | «Стад де Франс», Сен-Дени  | 80 033   |
| 2 июня 2018 г.    | «Кастр»    | «Монпелье Эро» | 29-13 | «Стад де Франс», Сен-Дени  | 78 441   |
| 24 июня 2022 г.   | «Монпелье» | «Кастр»        | 29:10 | «Стад де Франс», Сен-Дени  |          |

## Текущий состав
Заявка на сезон Топ-14 2018/2019. Жирным выделены игроки, заигранные за национальные сборные.

## Известные игроки

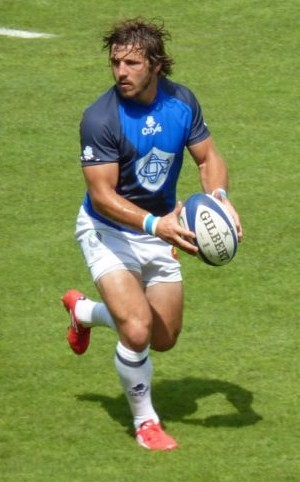
Марк Андрё

- Афусипа Таумоэпеау[англ.]
- Орасио Агулья[англ.]
- Марио Ледесма[англ.]
- Игнасио Фернандес Лоббе[англ.]
- Пол Волли[англ.]
- Фил Кристоферс[англ.]
- Дамьен Тюссак
- Аквсентий Гиоргадзе
- Антон Пеикришвили[англ.]
- Пьер-Эммануль Гарсия[англ.]
- Седрик Гарсия[англ.]
- Хосе Диас[англ.]
- Пабло Канавозио[англ.]
- Рамиро Пес[англ.]
- Фабио Стаибано[англ.]
- Исмаила Лассисси
- Кес Ленсинг[англ.]
- / Фрэнк Банс
- Руди Вулф[англ.]
- Кес Мьюс[англ.]
- Кевин Сенио[англ.]
- Ситивени Сививату[англ.]
- Эрик Сионе[англ.]
- Саимоне Таумоэпеау
- Карена Уайхонги[англ.]
- Гари Уэттон[англ.]
- Карл Хофт[англ.]
- Кирилл Кулёмин
- Николае Драгош Дима[англ.]
- Михай Лазэр[англ.]
- Адриан Лунгу
- Лалоа Милфорд[англ.]
- Роми Ропати[англ.]
- Джо Текори[англ.]
- Фредди Туилаги
- Пиула Фа’асалеле[англ.]
- Салеси Сика
- Серемайя Баи[англ.]
- Джосайя Райсуке
- Марк Андрё[англ.]
- Давид Аттуб[англ.]
- Пьер Бернар[англ.]
- Александр Биас
- Давид Бори[англ.]
- Матьё Буре
- / Карим Гезаль
- Жюль Гролло
- Реми Гроссо
- Янн Делег[англ.]
- Ибрахим Диарра
- Ришар Дурт[англ.]
- Ян Дэвид
- Брис Дюлан[англ.]
- Антуан Дюпон
- Килиан Жамин
- Рафаэль Ибаньес[англ.]
- Ромен Кабанн[англ.]
- Ален Карминати[англ.]
- Тома Кастаньед
- Бенжамен Кайзер
- Антони Клаассен[англ.]
- Арно Кост[англ.]
- Лоран Лаби[англ.]
- Пьер-Жиль Лакафия[англ.]
- Тьерри Лакруа[англ.]
- Реми Ламера[англ.]
- Брис Маш
- Лионель Налле[англ.]
- Бенджамин Неме
- Паскаль Папе
- Жан-Батист Пейра-Лустале[англ.]
- Маттиа Роллан[англ.]
- Жюльен Серон
- Николя Спангеро[англ.]
- Патрик Табакко[англ.]
- Ромен Тёле[англ.]
- Себастьен Тийу-Борд[англ.]
- Жюльен Тома[англ.]
- Гийом Туссак
- Янник Форестье[англ.]
- Ромен Фромен[англ.]
- Жерар Шолли[англ.]
- Павел Штястны[фр.]
- Ричи Грей
- Гленн Меткалф[англ.]
- Грегор Таунсенд[англ.]
- Макс Эванс[англ.]
- Педри Ванненбург
- Рори Коккотт
- Даррон Нелл[англ.]

## Тренеры
- Ален Гайяр и Жак Кокиль: 1989—1993;
- Фредерик Сеге и Жак Кокиль: 1995;
- Ален Гайяр и Франсис Ри: 1999—2001;
- Кристиан Гажан и Кристоф Урьё: 2002—2005;
- Лоран Сень и Уго Моля: 2005—2007;
- Ален Гайяр: 2007—2009.

## Президенты
- Ожен Ажер: 1906—1909
- Морис Сольёр: 1909—1919
- Луи Перро: 1919—1920
- Жозеф Саж: 1920—1924
- Габьель Ревелла: 1924—1925
- Этьен Каррьоль: 1925—1927
- Годерик Лёк: 1927—1939
- Анри Дельма: 1939—1942
- Роже Габарру: 1942—1958
- Робер Сизер: 1958
- Робер Буске: 1959—1960
- Роже Габарру: 1960—1964
- Робер Лярок: 1964—1980
- Жан Матё: 1980—1983
- Жан-Пьер Габарру: 1983—1988
- Жорж Бовиль: 1983—1988
- Пьер-Ив Риволь: 1988—2008
- Жан-Филипп Свидаэк: 2008—2010
- Мишель Домп: 2010—н. в.